# لين دوغان
لين دوغان (بالإنجليزية: Len Dugan)‏ هو لاعب كرة قدم أمريكية أمريكي، ولد في 19 فبراير 1910 في ألتون في الولايات المتحدة، وتوفي في 20 يونيو 1967 في مقاطعة أولمستيد في الولايات المتحدة.

## وصلات خارجية
- لين دوغان على موقع مرجع كرة القدم المحترفة.كوم (الإنجليزية)
- لين دوغان على موقع JustSportsStats.com (الإنجليزية)